# Moti indiani del 1857
I moti indiani del 1857 (in urdu جنگ آزادی ہند 1857‎?, Jang azādī Hind 1857, ossia "Guerra di liberazione dell'India, 1857") furono una serie di azioni di ribellione armata sfociata in una grande rivolta generalizzata contro il Company Raj, l'oppressivo potere coloniale esercitato dalla Compagnia britannica delle Indie orientali sul subcontinente indiano.
La ribellione si sviluppò fra i primi del 1857 e la metà del 1858. La rivolta è nota prevalentemente nelle fonti britanniche e occidentali come rivolta dei Sepoy, rivolta indiana del 1857, Great Indian Mutiny o Indian Mutiny ("ammutinamento indiano"), mentre nelle fonti indiane (in Lingua hindi e Lingua urdu) viene definita Prima guerra d'indipendenza indiana o Prima guerra di liberazione indiana.
La ribellione ebbe inizio con l'ammutinamento di gran parte delle truppe sepoy dell'esercito anglo-indiano del Bengala e si estese maggiormente nell'area centro-settentrionale dell'India, con propaggini nel meridione. Dopo i primi segni di un crescente malcontento nel gennaio 1857, una rivolta su scala più ampia esplose nel maggio 1857 e si trasformò in quella che può essere definita una guerra aperta nelle regioni indiane coinvolte.
Questo conflitto si manifestò verso la fine del dominio diretto della Compagnia britannica delle Indie orientali, e che portò al governo diretto delle autorità britanniche (Raj britannico) sulla maggior parte del subcontinente indiano nei successivi 90 anni, malgrado alcuni Stati conservassero un'indipendenza nominale sotto i rispettivi Raja, ossia re.

## Espansione britannica in India
La Compagnia britannica delle Indie orientali assunse il controllo del Diwani in Bengala dopo la vittoria nella battaglia di Plassey nel 1757, sotto la guida di Robert Clive. La sua vittoria nella battaglia di Buxar nel 1764 assicurò anche il controllo del Nizamato del Bengala. In seguito al decreto chiamato Permanent Settlement del Bengala poco tempo dopo, la Compagnia cominciò impetuosamente a espandere l'area sotto il proprio controllo in India.
Nel 1845 la Compagnia operò per ampliare il suo potere sulla provincia del Sindh dopo una crudele e cruenta campagna di Charles James Napier. Nel 1848 la seconda guerra anglo-sikh ebbe luogo e la Compagnia prese il controllo anche della provincia del Punjab nel 1849, dopo che l'Esercito britannico dell'India (British India Army) ebbe guadagnato una vittoria a duro prezzo ai danni dell'esercito della Khalsa, che era stato tradito dai ministri kashmiri Dogra Lal Singh e Gulab Singh (che non erano Sikh). Nessuno degli altri principi sikh aiutò il governo di Lahore. A dimostrazione del loro apprezzamento, i britannici fecero Gulab Singh Maharaja del Kashmir, che faceva parte del Punjab. Gulab Singh era già maharaja di Jammu e Ladakh e i britannici gli affidarono la provincia del Kashmir per 75 lakh. Nel 1853 Nana Sahib, il figlio adottivo di Baji Rao, l'ultimo Peshwa Maratha, si vide negare i suoi titoli e bloccare il suo appannaggio.
Nel 1854 il Berar fu annesso ai domini della Compagnia. Nel 1856 identica sorte conobbe lo Stato di Awadh.

## Cause
La guerra ("guerra di indipendenza" per le fonti indiane, "rivolta" per le fonti britanniche) ebbe varie cause politiche, economiche, militari, religiose e sociali. Oltre alle unità indiane dell'esercito della Compagnia britannica delle Indie orientali, buona parte della resistenza provenne dall'antica aristocrazia, che vedeva il proprio potere sempre più eroso da quello britannico.
I sepoy - dal termine bengali shepai, a sua volta derivante dal persiano sepāh (soldato); usato per designare i militari indiani dell'esercito del Bengala - avevano numerosi motivi di risentimento e ostilità verso la Company Raj, essenzialmente a causa dalla distanza razziale persistente tra gli ufficiali britannici e le truppe indiane e dal comportamento razzistico degli europei verso i nativi.
Si racconta, ad esempio, che in occasione dell'arrivo di nuovi fucili ad avancarica Enfield dall'Inghilterra, il cui caricamento avveniva mordendo una cartuccia per strappare l'involucro di carta ed estrarre la pallottola da infilare nella canna, i Sepoy avessero chiesto di quale animale fosse il grasso che facilitava l'operazione: nel caso fosse stato grasso bovino, infatti, ciò avrebbe contravvenuto alle regole religiose dei soldati hindu, se suino a quelle dei soldati musulmani. La risposta infastidita degli ufficiali britannici (i nativi, come del resto negli altri eserciti coloniali britannici fino agli anni '60, non potevano aspirare a diventare ufficiali) fece ritenere alla truppa che la Compagnia disprezzasse le loro tradizioni.

### Contrasti
Alcuni indiani giunsero a credere che i britannici intendessero convertirli con la forza o ricorrendo al sotterfugio (ad es. inducendoli a perdere la loro casta di appartenenza a favore del Cristianesimo). Questa idea non fu forse del tutto infondata, dal momento che in quel momento fra i britannici era forte il richiamo alla visione evangelica del cristianesimo, e numerosi ufficiali della East India Company avevano tentato di convertire i loro Sepoy. Ciò fu fortemente scoraggiato dalla Compagnia, che era consapevole del potenziale focolaio di contrasto rappresentato dalla religione.
La dottrina dell'estinzione, parte della politica britannica di espansione, ne risentì peraltro grandemente. Se un governante feudale non lasciava un suo erede maschio ottenuto attraverso processi naturali (ad es. suo figlio, non un ragazzo adottato), il territorio diventava proprietà della Compagnia britannica delle Indie orientali. In otto anni James Broun-Ramsay, I marchese di Dalhousie, che in seguito sarebbe diventato Governatore generale dell'India, annetté numerosi reami, fra cui Jhansi, Awadh o Oudh, Satara, Nagpur e Sambalpur, aggiungendo 650 000 km² di terra al territorio della Compagnia. La nobiltà, i proprietari feudali e gli eserciti reali si trovarono disoccupati e umiliati. Anche i gioielli della famiglia reale di Nagpur vennero pubblicamente messi all'asta a Calcutta, una mossa che fu vista come un segno di spregevole mancanza di rispetto dal resto dell'aristocrazia indiana. In aggiunta, l'esercito del Bengala della Compagnia delle Indie orientali aveva reclutato numerosi uomini nell'Awadh. Costoro non avrebbero potuto rimanere indifferenti allo scontento che li accompagnava nel ritornare a casa.
Gli Indiani erano ostili al rigido governo messo in piedi dal Regno Unito, che s'era imbarcato in un progetto di rapida espansione e di occidentalizzazione che, sebbene fosse ben chiaro per i vantaggi che esso avrebbe potuto arrecare, era nondimeno imposto con la forza, senza alcun riguardo per la tradizione e la cultura indiana, di antichissima data. Ad esempio, i cambiamenti introdotti dai britannici, come il mettere fuori legge la pratica del Sati (l'immolazione rituale volontaria delle vedove sulla pira funeraria del marito defunto) e i matrimoni fra bambini, costituivano in ogni caso un divieto per gli arcaici usi religiosi indiani ed erano visti come passi compiuti in direzione di una forzosa conversione al Cristianesimo.
Il sistema giudiziario era considerato intrinsecamente iniquo verso gli Indiani. Nel 1853 il Primo ministro britannico Lord Aberdeen aprì l'Indian Civil Service agli indigeni indiani. Tuttavia questa riforma fu considerata da alcuni appartenenti ai circoli culturali dell'India come insufficiente. Il Libro Blu ufficiale (intitolato East India (Torture) 1855-1857) che fu presentato alla Camera dei comuni nel corso delle sessioni del 1856 e 1857, rivelò che ai funzionari della Compagnia era accordata una serie notevole di possibilità di ottenere un giudizio d'appello nel caso essi fossero stati imprigionati o accusati di brutalità e di crimini contro gli Indiani. La Compagnia praticava anche estorsioni finanziarie attraverso un pesante sistema di tassazione. Il mancato pagamento di tali tasse nella maggior parte dei casi comportava invariabilmente l'espropriazione della proprietà del moroso.
Tuttavia alcuni storici hanno suggerito che l'impatto di queste riforme sia stato assai esagerato, dal momento che i britannici non avevano le risorse per imporle, nel senso che lontano da Calcutta il loro effetto era trascurabile. Questa non era peraltro l'opinione nutrita dagli stessi britannici dopo il 1857: al contrario essi attenuarono progressivamente il loro programma di riforme e accrebbero la distanza razziale fra europei e nativi indiani, cercarono però al contempo di ammansire l'alta borghesia e le famiglie aristocratiche, specialmente quelle di religione islamica, che erano state le maggiori istigatrici della rivolta del 1857. Dopo il 1857, gli Zamindari (funzionari feudali regionali) divennero meno oppressivi, il sistema delle caste divenne più accentuato e la divisione comunitaria fra indù e musulmani divenne marcata e appariscente, cosa che numerosi storici immaginano fosse dovuto in gran parte agli sforzi britannici di mantenere divisa la società indiana. Questa tattica era ed è nota come quella del Divide et impera.

Mappa degli Stati dell'India nel corso della guerra

Un'altra importante causa della ribellione fu l'atteggiamento irrispettoso nei confronti dell'Imperatore Mughal, Bahādur Shāh I. Lord Dalhousie, il governatore generale dell'India al tempo, aveva insultato l'imperatore chiedendo a lui e ai suoi discendenti di lasciare il Forte Rosso, il palazzo imperiale di Delhi. In seguito, Lord Canning, il successivo Governatore Generale dell'India, annunciò nel 1856 che ai successori di Bahādur Shāh non sarebbe mai più stato consentito di usare il titolo di Re. Simili scortesie furono avvertite chiaramente e sfavorevolmente dal popolo e dai vari governanti indiani.

### Economia
La Compagnia britannica delle Indie orientali era una compagnia di esportazioni di notevole peso e fu la più o meno forza occulta che stava dietro la colonizzazione dell'India. Il potere della Compagnia fu costruito in circa 150 anni. Dai primi del 1693, l'esborso annuale per "donativi" politici fatti a uomini politici al potere nel Regno Unito raggiunse la notevolissima somma di 90 000 sterline. Come contraccambio della sua opera di corruzione nei confronti del Governo britannico, alla Compagnia fu concesso di operare sui mercati esteri nonostante il fatto che le importazioni di seta a basso costo dal Sud-Est asiatico, di cotone e di altri prodotti danneggiassero i mercati e gli affari interni britannici. Dal 1767, la Compagnia fu obbligata a sottoscrivere un accordo che comportava il versamento annuale da parte sua di 400 000 sterline al ministero britannico del Tesoro.
Dal 1848, tuttavia, le difficoltà finanziarie della Compagnia giunsero a un punto tale che l'ampliamento dei suoi affari comportava necessariamente l'ampliamento massiccio dei territori dominati dalla Gran Bretagna nell'Asia meridionale. La Compagnia cominciò a metter da parte i diritti dei principi indiani e ad avviare un processo d'annessione di più d'una decina di Stati governati dai loro Raja indipendenti, tra il 1848 e il 1854. In un articolo pubblicato sul New York Daily Tribune il 28 luglio del 1857, Karl Marx notava che "... nel 1854 il Berar, che aveva una superficie di 80 000 miglia quadrate di territorio, una popolazione che era tra i quattro e i cinque milioni e che vantava enormi tesori, era stato conquistato con la forza".
Dal 1857, le ultime vestigia degli Stati indiani indipendenti erano scomparse e la Compagnia esportava incalcolabili quantità d'oro, gioielli, argento, seta, cotone e un vasto insieme di altre materie preziose che erano avviate ogni anno alla volta della Gran Bretagna. Questa straordinaria quantità di beni, molti dei quali prelevati come "tasse", fu del tutto fondamentale per l'espansione delle infrastrutture pubbliche e private nel Regno Unito e per finanziare l'espansionismo britannico altrove, sia in Asia, sia in Africa. Senza ombra di dubbio questa marea di ricchezze depredate permisero in larga parte la cosiddetta Rivoluzione industriale.
I territori indiani furono riorganizzati sotto il duro sistema dei Zamindari per facilitare la raccolta delle tasse. In alcune aree i contadini furono costretti a cambiare radicalmente le loro coltivazioni tradizionali pur di produrre beni richiesti dal Regno Unito, come l'indaco, la iuta, il caffè e il tè. Ciò comportò un carico lavorativo assolutamente pesante per i coltivatori e l'aumento dei prezzi dei generi alimentari.
Le industrie locali, in modo particolare le famose manifatture del Bengala e altri prodotti merceologici ancora, soffrirono in pari misura del giogo britannico. Le tariffe d'importazione furono mantenute basse, in accordo con i sentimenti liberistici tipicamente britannici, e in tal modo il mercato indiano fu invaso da tessuti di scadente qualità provenienti dal Regno Unito. L'industria indigena semplicemente non era in grado di competere e fu così che l'India entrò nell'assurdo circolo produttivo che lo portò a fare la fortuna delle industrie britanniche di stoffe col coltivare il cotone che veniva inviato via mare in Gran Bretagna per essere lavorato, per poi essere nuovamente spedito in India per essere acquistato dagli indiani.
A tutto questo iniquo sistema imposto da Londra si aggiunse il non meno iniquo aumento delle imposte sulla terra.

### Sepoy
Per stabilizzare e tenere sotto controllo i territori dominati dai britannici, la Compagnia britannica delle Indie orientali mantenne un esercito bene addestrato di 257 000 Sepoy (soldati nativi dell'India, le cui cavallerie erano chiamate anche Sowar), comandati da 40 000 ufficiali britannici addestrati dall'East India Company College ad Addiscombe, la personale scuola d'addestramento militare in Gran Bretagna. Le tre Presidenze di Bombay, del Madras e del Bengala mantenevano propri eserciti distinti, ognuno con i suoi comandanti in capo. Insieme essi mettevano in campo più truppe dell'esercito regolare in tutto l'Impero britannico.

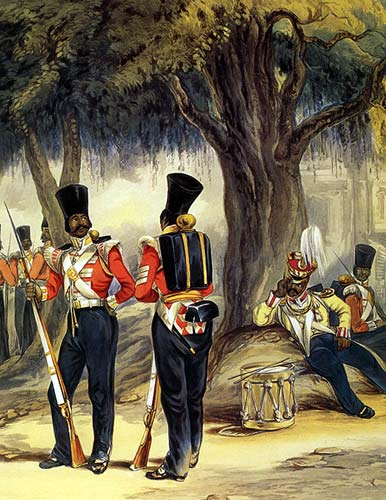
Sepoy dell'Esercito del Bengala

A differenza dell'Esercito di Bombay e dell'Esercito del Madras, che erano assai diversi dal punto di vista etnico, culturale e religioso, l'Esercito del Bengala, il più grande e potente delle armate delle Presidenze, reclutava i suoi soldati regolari quasi esclusivamente fra i proprietari terrieri bramini Bhumihar e tra la razza marziale Rajput della Valle del Gange. In parte per questo, i Sepoy bengalesi non erano soggetti alla punizione della fustigazione come lo erano i soldati britannici.
I privilegi di casta e le tradizioni presenti all'interno dell'Esercito del Bengala erano non solo tollerati ma incoraggiati nei primi anni del dominio in India della Compagnia. Ciò significò che quando essi cominciarono a essere minacciati dai regimi modernizzatori a Calcutta dagli anni quaranta del XIX secolo in poi, i Sepoy erano ormai abituati a fruire di importanti vantaggi e di uno status altamente ritualizzato; essi erano estremamente sensibili di fronti a eventuali minacce che la loro casta avrebbe potuto ricevere dalle autorità coloniali, una delle quali s'inquadrava proprio nel loro servizio: nel 1851-52 gli fu chiesto di servire oltremare nel corso di una guerra a Burma (Birmania, oggi Myanmar). La tradizione hindu stabilisce che coloro che "navigano le acque nere" (Kala Pani) avrebbero perso la loro casta e sarebbero stati estromessi dalla comunità hindu. I Sepoy furono quindi assai sfavorevoli al loro dispiegamento in Birmania.
I Sepoy divennero inoltre gradatamente sempre più insofferenti per vari aspetti della vita militare. Il loro soldo era relativamente basso e dopo che furono annessi Awadh e il Punjab, i soldati non ricevettero più alcuna paga extra (batta) per il loro servizio colà, dal momento che esse non erano più considerate "missioni all'estero". Infine, ufficiali-missionari (evangelici) che operavano nell'esercito della Compagnia (come Herbert Edwardes e il colonnello S.G. Wheeler) presero a predicare ai loro Sepoy nella speranza di convertirli al Cristianesimo. La disputa sul nuovo fucile Enfield, agli occhi di molti Sepoy, aggiungeva elementi concreti alle voci allarmistiche che si erano diffuse circa la loro imminente forzata conversione al Cristianesimo.
Nel 1857 l'Esercito del Bengala contava 10 reggimenti di cavalleria indiana e 74 di fanteria. Tutte le unità montate e 45 di quelle appiedate si ribellarono allo stesso momento; e tutte, salvo 5 reggimenti di fanteria che non insorsero (o che furono disarmate prima che potessero farlo) si dispersero. Appena si manifestarono i primi ammutinamenti, divenne chiaro a molti comandanti britannici che le lamentele che erano state da loro conosciute provenivano dai ranghi dell'Esercito del Bengala e che nessuna unità indiana avrebbe potuto essere interamente affidabile. Che un'unità si fosse o meno ammutinata dipendeva fondamentalmente dal caso.
L'Esercito del Bengala era articolato, talvolta in modo approssimativo, in 29 reggimenti di cavalleria irregolare e in 42 di fanteria irregolare. Alcune di queste unità provenivano da Stati alleati del Regno Unito o che erano stati assorbiti di recente nel territorio governato dai britannici, e di questi, due ampi contingenti erano degli Stati di Awadh e Gwalior che subito si unirono alla rivolta. Altre unità irregolari erano state levate in aree di frontiera tra comunità come quella dell'Assam o Pakhtun per mantenere localmente l'ordine. Poche di esse parteciparono alla rivolta e un contingente in particolare (la recentemente assoldata Forza irregolare del Punjab) partecipò alle azioni attivamente dalla parte britannica.
L'Esercito del Bengala contava anche tre reggimenti "europei" di fanteria, e molte unità di artiglieria erano condotte da personale non-indiano. Per la necessità di tecnici specialisti, le unità di artiglieria generalmente avevano una più elevata proporzione di personale britannico. Malgrado gli eserciti di molti Raja o di molti Stati che s'erano ribellati avessero un gran numero di bocche da fuoco, la superiorità britannica nell'artiglieria fu un fattore decisivo in un buon numero di scontri a fuoco.
Vi era anche un certo numero di unità dell'Esercito Britannico (chiamate in India "truppe della Regina") stazionate in India, ma nel 1857 numerose di esse erano state ritirate per partecipare alla guerra di Crimea. Il momento in cui l'insurrezione dei Sepoy esplose apertamente in sfida all'autorità britannica, fu il momento più sfavorevole per quest'ultima.

### Il moschetto Enfield
La rivolta tra i reparti sepoy dell'Esercito del Bengala ebbe inizio per un motivo apparentemente minore legato a variazioni dell'armamento fornito alle truppe. I Sepoy in India incominciarono a essere addestrati a usare un nuovo fucile, il moschetto a canna rigata Pattern 1853 Enfield: un'arma più potente e più precisa del vecchio Brown Bess ad anima liscia, che essi avevano usato nei decenni precedenti. La canna rigata e la pallottola Minié assicuravano una maggior precisione di tiro e una gittata assai maggiore dei vecchi fucili. Una cosa non cambiava però nella nuova arma: la modalità di caricamento. L'addestramento militare britannico del tempo, infatti, prevedeva che i soldati aprissero con un morso la "cartuccia", rovesciassero la polvere da sparo in essa contenuta all'interno della canna e a quel punto vi pressassero dentro l'involucro cartaceo vuoto, che fungeva da borra, per poi inserire la pallottola, estrarre la bacchetta, imbracciare il fucile, inserire la capsula sul luminello e, infine, sparare. 

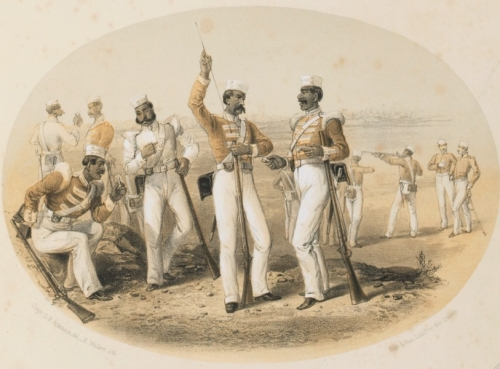
Sepoy impegnati nell'addestramento con il fucile

Tra i sepoy si diffusero voci che le cartucce, prodotte in modo standardizzato per questo nuovo fucile, contenessero, come impermeabilizzanti, grasso di maiale, considerato impuro dai musulmani, o sego di bovino, considerato sacro dagli Hindu. Un Hindu che avesse mangiato carne bovina avrebbe perduto il diritto di permanere nella sua casta, con conseguenze tragicamente negative sia nella vita presente sia in quella futura.
Gli ufficiali britannici dei Sepoy respinsero queste obiezioni come voci senza senso, e suggerirono che i Sepoy fossero riforniti con cartucce nuove il cui grasso fosse di cera vergine di api o di montone. Ciò, non troppo sorprendentemente, rafforzò il convincimento che nelle originali forniture di cartucce fosse stato impiegato grasso suino o bovino.
Un altro suggerimento che fu avanzato fu quello d'introdurre un nuovo sistema che permetteva alla cartuccia di non essere morsa coi denti ma aperta con la mano. I Sepoy respinsero la proposta, argomentando che essi avrebbero potuto facilmente dimenticare la procedura, mordendo comunque la cartuccia — operazione che permetteva alle fanterie britanniche del XIX secolo di mantenere un'elevata cadenza di fuoco dei loro fucili (3-4 colpi al minuto), laddove l'uso della mano (anziché dei denti) per aprire la cartuccia avrebbe rallentato le operazioni di caricamento e sparo.
Il Comandante in capo in India, generale George Anson reagì con ottuso piglio militaresco alla crisi in atto affermando: "Non cederò ai loro bestiali pregiudizi", e malgrado le raccomandazioni dei suoi giovani ufficiali, egli rimase rigido nella sua decisione di non ricercare alcun accomodamento coi Sepoy.

### Profezie, presagi e segnali
Un'altra voce che si diffuse fu quella di un'antica profezia che il dominio della Compagnia sarebbe giunto a termine dopo un secolo. Il suo dominio in India era cominciato con la battaglia di Plassey nel 1757. Focacce (Chapati) e fiori di loto presero a circolare in ogni parte dell'India, ricordando il famoso verso "Sab laal ho gayaa hai." (Ogni cosa è diventata rossa), passando di mano in mano fra la gente, di città in città, di villaggio in villaggio, come simbolo della profezia e come segnale dell'imminente rivolta.

## Inizio della guerra
Vari mesi di crescente tensione e incidenti incendiari precedettero lo scoppio della rivolta. 
Incendi, probabilmente provocati ad arte, scoppiarono presso Calcutta il 24 gennaio 1857. 
Il 26 febbraio 1857 il 19º Reggimento di fanteria indigena del Bengala (Bengal Native Infantry, BNI) venne a conoscenza delle nuove cartucce e rifiutò di usarle. Il loro colonnello li affrontò irosamente con artiglieria e cavalleria nel corso della parata in piazza d'armi, ma poi accettò la loro richiesta di ritirare l'artiglieria e di cancellare la parata del mattino successivo.

### L'incidente di Mangal Pandey
Il 29 marzo 1857 sul campo di parata di Barrackpore (oggi Barrackpur), presso Calcutta, il soldato Mangal Pandey del 34° Bengal Native Infantry attaccò e colpì il sottotenente Baugh con una sciabola, ferendo però al posto suo il cavallo.
Il generale John Hearsey, presente alla parata, affermò più tardi che Mangal Pandey era una sorta di "fanatico religioso". Ordinò quindi al jemadar Ishwari Prasad di arrestare Mangal Pandey, ma il jemadar rifiutò. L'intero reggimento, con la sola eccezione di un soldato di nome Shaikh Paltu, non volle fermare o imprigionare Mangal Pandey.
Mangal Pandey, dopo aver fallito nell'esortare i suoi camerati ad avviare un'aperta e attiva rivolta, tentò di suicidarsi puntandosi il moschetto al petto, e premendo il grilletto col suo stesso dito. Riuscì soltanto a ferirsi e fu tradotto di fronte alla Corte marziale il 6 aprile. Fu impiccato l'8 aprile.
Anche il jemadar Ishwari Prasad fu condannato a morte e impiccato il 22 aprile. L'intero reggimento fu smobilitato, privato della sua uniforme perché si immaginò che esso nutrisse sentimenti ostili nei confronti dei superiori, particolarmente dopo questi episodi. Shaikh Paltu fu invece promosso al rango di jemadar nell'Esercito del Bengala.
I Sepoy di altri reggimenti ritennero tutto ciò una punizione troppo severa. Lo spettacolo della cerimonia di smobilitazione, tutta incentrata sull'ignominia nei confronti dei soldati che appartenevano a quel reggimento, contribuì secondo alcuni storici a ingigantire i sentimenti di astio e di rivolta, come dimostrerebbe il forte malumore degli ex-sepoy che tornarono nel loro originario Awadh coltivando un forte sentimento di vendetta non appena se ne fosse presentata loro l'opportunità.
Aprile fu contrassegnato da incendi ad Agra, Allahabad e Ambala.

### Il 3º Cavalleggeri a Meerut
Il 9 maggio, 85 cavalleggeri (sowan) del 3º Cavalleggeri del Bengala a Meerut rifiutarono di usare le loro cartucce. Furono incarcerati, condannati a 10 anni di lavori forzati e degradati pubblicamente. Malleson registrò che le truppe erano regolarmente rimproverate dai loro camerati imprigionati nel corso dei loro lunghi e umilianti trasferimenti cui erano obbligati per giungere ai loro luoghi di detenzione. Fu questo tipo d'insulto a provocare secondo molti studiosi l'insurrezione. I Sepoy sapevano che era estremamente probabile che anche a loro sarebbe stato ordinato di far uso delle nuove cartucce e che anch'essi avrebbero dovuto opporre un rifiuto per salvaguardare l'appartenenza alla propria casta e al loro status religioso e sociale. Dal momento che i loro camerati avevano agito in apparenza per rispetto alla loro fede religiosa, le punizioni assegnate dai dominatori coloniali britannici furono percepite dai più come totalmente ingiuste.
Quando l'11º e il 20º Bengal Native Infantry dell'Esercito del Bengala si radunarono a Meerut il 10 maggio, i sepoy ruppero le righe e si rivoltarono contro i loro ufficiali comandanti; il colonnello John Finnis venne ucciso. Essi poi liberarono il 3º Reggimento cavalleria e attaccarono l'acquartieramento europeo, dove si disse uccidessero tutti gli europei che furono in grado di scovare, incluse le donne e i bambini, dando fuoco alle loro abitazioni. Vi sono tuttavia molte testimonianze britanniche dell'epoca che suggeriscono che alcuni sepoy scortarono i loro ufficiali sani e salvi prima di riunirsi ai loro camerati insorti. Secondo le parole di Malleson: "Si deve ad alcuni di loro [Sepoy] se Meerut non fu abbandonata prima di aver controllato che fossero in salvo quegli ufficiali che maggiormente rispettavano. Ciò va detto specialmente per gli uomini dell'11° Native Infantry, che erano stati assai riluttanti a unirsi al movimento. Prima di lasciare Meerut, due Sipáhí di quel Reggimento scortarono due donne coi loro figli alle caserme. Essi poi raggiunsero i loro camerati". Alcuni ufficiali e le loro famiglie fuggirono a Rampur, dove trovarono rifugio presso il Nawab. Malgrado ciò, al tempo voci incontrollate circolarono sul completo massacro di tutti gli europei e i cristiani indigeni a Meerut: la prima di numerose chiacchiere che avrebbero indotto le forze britanniche a condurre rappresaglie di inaudita violenza contro civili innocenti e Sepoy ammutinati, anche durante la fase finale del soffocamento della rivolta.
Le forze insorte furono poi impegnate dalle rimanenti forze britanniche rimaste a Meerut. Meerut aveva la più alta percentuale di truppe britanniche di ogni altra parte dell'India: 2 038 truppe europee con dodici pezzi d'artiglieria campale, a fronte di 2 357 Sepoy del tutto privi di artiglieria. Alcuni commentatori ritengono che le forze britanniche avrebbero potuto impedire ai Sepoy di marciare su Delhi, ma i comandanti britannici della guarnigione di Meerut, i generali William Hewitt e Archdale Wilson, furono straordinariamente lenti nel reagire alla crisi e non inseguirono i ribelli. Costoro inoltre non avvertirono immediatamente gli altri accantonamenti britannici che una rivolta era in atto. Sembrava che essi s'illudessero di poter fronteggiare da soli la situazione. Questa pessima analisi sarebbe loro costata assai cara.

## Sostegno e opposizione

### I reggimenti di fanteria della Bengal Army al momento della ribellione indiana
| Elenco completo dei reggimenti di fanteria nativa                 | Elenco completo dei reggimenti di fanteria nativa                                                  |
| Denominazione ufficiale del reggimento nel 1857                   | Comportamento durante la ribellione indiana                                                        |
| ----------------------------------------------------------------- | -------------------------------------------------------------------------------------------------- |
| 1st Regiment of Bengal Native Infantry                            | Ammutinato a Cawnpore                                                                              |
| 2nd (Grenadiers) Regiment of Bengal Native Infantry               | Disarmato a Barrackpore                                                                            |
| 3rd Regiment of Bengal Native Infantry                            | Ammutinato a Phillaur – alcuni reparti fedeli aggregati al The Loyal Purbiah Regiment              |
| 4th Regiment of Bengal Native Infantry                            | Disarmato a Kangra e Noorpore                                                                      |
| 5th Regiment of Bengal Native Infantry                            | Ammutinato a Umballah                                                                              |
| 6th Regiment of Bengal Native Infantry                            | Ammutinato a Allahabad e Futtehpore                                                                |
| 7th Regiment of Bengal Native Infantry                            | Ammutinato a Dinapore                                                                              |
| 8th Regiment of Bengal Native Infantry                            | Ammutinato a Dinapore                                                                              |
| 9th Regiment of Bengal Native Infantry                            | Ammutinato a Allygurh, Boolunshuhur, Etawah e Mynpoorie                                            |
| 10th Regiment of Bengal Native Infantry                           | Ammutinato a Futtehgurh                                                                            |
| 11th Regiment of Bengal Native Infantry                           | Ammutinato a Meerut                                                                                |
| 12th Regiment of Bengal Native Infantry                           | Ammutinato a Jhansi e Nowgong                                                                      |
| 13th Regiment of Bengal Native Infantry                           | Ammutinato a Lucknow                                                                               |
| 14th Regiment of Bengal Native Infantry                           | Ammutinato a Jhelum                                                                                |
| 15th Regiment of Bengal Native Infantry                           | Ammutinato a Nusseerabad                                                                           |
| 16th (Grenadiers) Regiment of Bengal Native Infantry              | Disarmato a Goojerat e Lahore                                                                      |
| 17th Regiment of Bengal Native Infantry                           | Ammutinato a Azimghur                                                                              |
| 18th Regiment of Bengal Native Infantry                           | Ammutinato a Bareilly                                                                              |
| 19th Regiment of Bengal Native Infantry                           | Sciolto a Barrackpore                                                                              |
| 20th Regiment of Bengal Native Infantry                           | Ammutinato a Meerut                                                                                |
| 21st Regiment of Bengal Native Infantry                           | Rimasto fedele – trasformato in 1st Bengal Native Infantry                                         |
| 22nd Regiment of Bengal Native Infantry                           | Ammutinato a Fyzabad e Oude                                                                        |
| 23rd Regiment of Bengal Native Infantry                           | Ammutinato a Mhow                                                                                  |
| 24th Regiment of Bengal Native Infantry                           | Disarmato a Peshawur                                                                               |
| 25th Regiment of Bengal Native Infantry (Volunteers)              | Disarmato a Benares                                                                                |
| 26th Regiment of Bengal Native (Light) Infantry                   | Ammutinato a Lahore                                                                                |
| 27th Regiment of Bengal Native Infantry                           | Disarmato a Peshawur                                                                               |
| 28th Regiment of Bengal Native Infantry                           | Ammutinato a Shahjehanpore                                                                         |
| 29th Regiment of Bengal Native Infantry                           | Ammutinato a Moradabad                                                                             |
| 30th Regiment of Bengal Native Infantry                           | Ammutinato a Ajmer, Jeypore e Nusseerabad                                                          |
| 31st Regiment of Bengal Native (Light) Infantry                   | Rimasto fedele – trasformato in 2nd Bengal Native Light Infantry                                   |
| 32nd Regiment of Bengal Native Infantry                           | Ammutinato a Deogurh – alcuni reparti fedeli trasformati in 3rd Bengal Native Infantry             |
| 33rd Regiment of Bengal Native Infantry                           | Disarmato a Phillaur – alcuni reparti fedeli trasformati in 4th Bengal Native Infantry             |
| 34th Regiment of Bengal Native Infantry                           | Sciolto a Barrackpore                                                                              |
| 35th Regiment of Bengal Native (Light) Infantry                   | Disarmato a Phillaur                                                                               |
| 36th Regiment of Bengal Native Infantry (Bengal Volunteers)       | Ammutinato a Jullundur – alcuni reparti fedeli aggregati al The Loyal Purbiah Regiment             |
| 37th Regiment of Bengal Native Infantry (Bengal Volunteers)       | Ammutinato a Benares                                                                               |
| 38th Regiment of Bengal Native Light Infantry (Bengal Volunteers) | Ammutinato a Delhi                                                                                 |
| 39th Regiment of Bengal Native Infantry (Bengal Volunteers)       | Disarmato a Dera Ishmael Khan                                                                      |
| 40th Regiment of Bengal Native Infantry (Volunteers)              | Ammutinato a Dinapore                                                                              |
| 41st Regiment of Bengal Native Infantry                           | Ammutinato a Seetapore                                                                             |
| 42nd Regiment of Bengal Native (Light) Infantry                   | Ammutinato a Saugor – alcuni reparti fedeli trasformati in 5th Bengal Native (Light) Infantry      |
| 43rd Regiment of Bengal Native (Light) Infantry                   | Disarmato a Barrackpore – lalcuni reparti fedeli trasformati in 6th Bengal Native (Light) Infantry |
| 44th Regiment of Bengal Native Infantry                           | Disarmato e sciolto a Agra e Muttra                                                                |
| 45th Regiment of Bengal Native Infantry                           | Ammutinato a Ferozepore                                                                            |
| 46th Regiment of Bengal Native Infantry                           | Ammutinato a Sealkote                                                                              |
| 47th Regiment of Bengal Native Infantry (Volunteers)              | Disarmato a Mirzapore – alcuni reparti fedeli trasformati in 7th Bengal Native Infantry            |
| 48th Regiment of Bengal Native Infantry                           | Ammutinato a Lucknow                                                                               |
| 49th Regiment of Bengal Native Infantry                           | Ammutinato a Lahore                                                                                |
| 50th Regiment of Bengal Native Infantry                           | Ammutinato a Nagode                                                                                |
| 51st Regiment of Bengal Native Infantry                           | Ammutinato aPeshawur                                                                               |
| 52nd Regiment of Bengal Native Infantry                           | Ammutinato a Jubbulpore                                                                            |
| 53rd Regiment of Bengal Native Infantry                           | Ammutinato a Cawnpore e Oorie                                                                      |
| 54th Regiment of Bengal Native Infantry                           | Ammutinato a Delhi                                                                                 |
| 55th Regiment of Bengal Native Infantry                           | Ammutinato a Nowshera                                                                              |
| 56th Regiment of Bengal Native Infantry                           | Ammutinato a Banda e Cawnpore                                                                      |
| 57th Regiment of Bengal Native Infantry                           | Ammutinato Ferozepore                                                                              |
| 58th Regiment of Bengal Native Infantry                           | Disarmato a Rawul Pindee                                                                           |
| 59th Regiment of Bengal Native Infantry                           | Disarmato a Umritsur – alcuni reparti fedeli trasformati in 8th Bengal Native Infantry             |
| 60th Regiment of Bengal Native Infantry                           | Ammutinato a Rohtuck                                                                               |
| 61st Regiment of Bengal Native Infantry                           | Ammutinato a Jullundur – alcuni reparti fedeli aggregati al The Loyal Purbiah Regiment             |
| 62nd Regiment of Bengal Native Infantry                           | Ammutinato a Mooltan                                                                               |
| 63rd Regiment of Bengal Native Infantry                           | Disarmato a Berhampore – alcuni reparti fedeli trasformati in 9th Bengal Native Infantry           |
| 64th Regiment of Bengal Native Infantry                           | Disarmato a Barrah, Fort Mackeson e Peshawur                                                       |
| 65th Regiment of Bengal Native Infantry (Volunteers)              | Disarmato a Ghazeepore – alcuni reparti fedeli trasformati in 10th Bengal Native Infantry          |
| 66th (Goorkha) Regiment of Bengal Native Infantry                 | Rimasto fedele – trasformato in 1st Goorkha Regiment                                               |
| 67th Regiment of Bengal Native Infantry (Volunteers)              | Disarmato e sciolto ad Agra e Muttra                                                               |
| 68th Regiment of Bengal Native Infantry (Volunteers)              | Ammutinato a Bareilly                                                                              |
| 69th Regiment of Bengal Native Infantry                           | Disarmato a Multan                                                                                 |
| 70th Regiment of Bengal Native Infantry                           | Disarmato a Barrackpore – alcuni reparti fedeli trasformati in 11th Bengal Native Infantry         |
| 71st Regiment of Bengal Native Infantry                           | Ammutinato a Lucknow                                                                               |
| 72nd Regiment of Bengal Native Infantry                           | Ammutinato a Neemuch                                                                               |
| 73rd Regiment of Bengal Native Infantry                           | Ammutinato a Dacca                                                                                 |
| 74th Regiment of Bengal Native Infantry                           | Ammutinato a Delhi                                                                                 |

La rivolta allora si diffuse al di fuori delle forze armate, ma non ebbe come effetto una completa insurrezione popolare come i suoi capi speravano. Ciò dipese dall'estrema disomogeneità della società indiana. Mentre Bahadur Shah Zafar fu rimesso sul trono imperiale dei suoi padri, ci fu una fazione che voleva che fossero anche intronizzati i Maratha, e gli Awadhi volevano conservare i poteri di cui avevano normalmente goduto i loro Nawāb.
La guerra coinvolse per la massima parte le aree settentrionali e centrali del subcontinente. Delhi, Lucknow, Cawnpore, Jhansi, Bareilly, Arrah e Jagdishpur furono i principali centri del conflitto. I Bhojpuria di Arrah e di Jagdishpur sostennero i Maratha. I Maratha, Rohilla e gli Awadhi appoggiarono Bahadur Shah Zafar e si schierarono contro i britannici.
Ci furono appelli al jihād proclamati da alcuni leader, incluso il millenarista Ahmedullah Shah, accolti dai musulmani, particolarmente dagli artigiani musulmani, che indussero i britannici a credere che i musulmani fossero la forza principale che agiva dietro gli eventi bellici. Ad Awadh, i musulmani sunniti non volevano il ritorno al potere di musulmani sciiti, così essi spesso rifiutarono di partecipare a quella che veniva interpretata come una rivolta sciita.
A Thana Bhawan, i sunniti dichiararono loro Amīr Haji Imdadullah. Nel maggio del 1857 ebbe luogo la nota battaglia di Shamli fra le forze del Haji Imdadullah e i britannici.
I Sikh e i Pashtun del Punjab e della Provincia di frontiera nord-occidentale sostennero i britannici e li aiutarono a riconquistare Delhi. I Sikh volevano vendicare l'annessione del Punjab avvenuta 8 anni prima della conquista britannica, realizzata con l'aiuto dei Purbhai (Bengalini e Marathi orientali).
La maggior parte dell'India meridionale rimase passiva spettatrice degli eventi, con solo alcune sporadiche manifestazioni di violenza anti-britannica. Molti degli Stati non parteciparono alla guerra in quanto governati da un Niẓām o dalla monarchia di Mysore e che dunque non erano assoggettati al dominio di Sua Maestà britannica.

## Campi d'azione iniziali
Bahadur Shah Zafar si autoproclamò Imperatore di tutta l'India. Molti osservatori contemporanei e studiosi moderni suggeriscono tuttavia che egli fosse obbligato a ciò dai Sepoy e dai suoi cortigiani - contro la sua stessa volontà - a sottoscrivere tale proclamazione. I civili, la nobiltà e altri dignitari, giurarono fedeltà all'Imperatore. L'Imperatore coniò monete a suo nome, uno dei simboli più antichi per asserire il proprio status imperiale, e il suo nome fu così aggiunto nella khuṭba, l'accettazione da parte dei musulmani del fatto che egli era il legittimo sovrano.
Inizialmente i soldati indiani erano in condizione di respingere in modo credibile le forze della Compagnia e conquistarono numerose importanti città nell'Haryana, nel Bihar, nelle Province Centrali e nelle Province Unite di Agra e Oudh. Allorché i britannici ricevettero rinforzi e avviarono il loro contrattacco, i Sepoy che erano insorti furono svantaggiati in modo particolare dalla loro mancanza un comando centrale e di un sistema unico di controllo. Sebbene identificassero alcuni leader naturali, come Bakht Khan (che sarebbe stato in seguito nominato dall'Imperatore comandante in capo, dopo che suo figlio Mirza Mughal s'era dimostrato inetto al compito), per la maggior parte essi furono obbligati a rivolgersi per l'azione di comando a raja e prìncipi. Alcuni di questi si dimostrarono capaci e motivati, altri invece mostrarono tutto il loro egoismo e la loro incapacità.
Rao Tularam dell'Haryana, unitamente a Pran Sukh Yadav, combatté contro l'Esercito Britannico a Nasibpur e poi si recò ad acquisire armi provenienti dalla Russia, che all'epoca era in guerra col Regno Unito nella Guerra di Crimea, ma morì lungo la strada. 
Quando un capo tribale di Peshawar inviò una missiva offrendo il proprio aiuto, il Re rispose che non sarebbe andato a Delhi per il fatto che le casse del Tesoro erano vuote e perché l'esercito sarebbe diventato ingovernabile.

## Delhi
I britannici furono forzatamente lenti nella loro reazione. Sarebbe stato necessario un lungo lasso di tempo perché le truppe britanniche in patria giungessero in India per via marittima, sebbene alcuni reggimenti si muovessero attraverso la Persia dal fronte crimeano e altri reggimenti già lungo la strada per raggiungere la Cina fossero dirottati alla volta dell'India.
Ci volle tempo perché i britannici organizzassero le truppe già stanziate in India in truppe da combattimento, ma infine due colonne militari lasciarono Meerut e Simla. Avanzarono lentamente verso Delhi e impegnarono battaglia, uccisero e impiccarono numerosi indiani lungo il tragitto. Due mesi dopo il primo esplodere della guerra a Meerut, i due fronti contrapposti si scontrarono presso Karnal. La forza combinata (che comprendeva due unità Gurkha che servivano nell'Esercito del Bengala a contratto, provenendo dal regno del Nepal), affrontarono il grosso dell'esercito nemico a Badli-ke-Serai e li respinsero su Delhi.
I britannici stabilirono una base sul crinale (Ridge) settentrionale di Delhi e l'Assedio di Delhi cominciò. L'assedio proseguì con durezza dal 1º luglio al 21 settembre. Tuttavia l'accerchiamento fu eseguito fra gravi difficoltà e gli insorti ebbero facilmente modo di ricevere rifornimenti e rinforzi. Per numerose settimane sembrò che quelle difficoltà, unite alle logoranti e continue sortite degli insorti da Delhi, avrebbero obbligato i britannici al ritiro, ma l'esplodere dell'insurrezione del Punjab fu prevenuta o soppressa sul nascere, consentendo alla britannica Colonna Mobile del Punjab, composta da soldati Sikh e Pashtun, al comando del generale John Nicholson di rafforzare l'esercito britannico assediante sul Ridge il 14 agosto.
Il pesante assedio tanto lungamente atteso riuscì finalmente a essere organizzato e dal 7 settembre i cannoni d'assedio aprirono brecce nelle mura della città e misero a tacere l'artiglieria dei patrioti indiani. Un tentativo di irrompere nella città attraverso le brecce e la Porta del Kashmir fu attuato il 14 settembre. Gli attaccanti guadagnarono un punto d'appoggio all'interno della città ma soffrirono pesanti perdite, ivi compreso John Nicholson. Il comando britannico avrebbe voluto ritirarsi ma fu persuaso a resistere dai suoi giovani ufficiali. Dopo una settimana di combattimenti strada per strada, i britannici conquistarono il Forte Rosso. Bahādur Shāh era a quel punto già fuggito verso la tomba di Humayun. I britannici avevano preso nuovamente il controllo della città.
Le truppe della forza assediante procedettero al saccheggio e alla devastazione di Delhi. Un ampio numero di cittadini fu massacrato per ritorsione delle uccisioni da parte dei Sepoy insorti di cittadini europei e di loro collaboratori indiani. L'artiglieria fu portata nella moschea principale della città e i dintorni entro il raggio d'azione dei cannoni furono distrutti dai loro bombardamenti. Furono coinvolte le abitazioni dell'aristocrazia islamica originaria di ogni parte dell'India, che contenevano innumerevoli opere d'arte, di grande valore culturale, artistico, letterario e le collezioni di gioielli in esse contenute furono del tutto perdute o depredate. Tra i capolavori per sempre annichiliti si possono ricordare i capolavori letterari originali del poeta Mirza Asadullah Khan Ghalib.

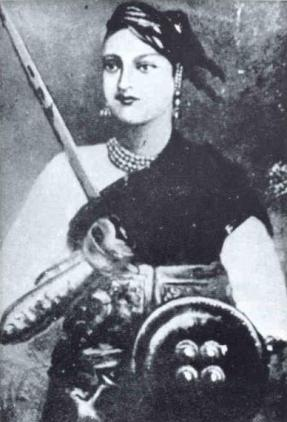
Lakshmibai, la rani di Jhansi

I britannici incarcerarono immediatamente Bahadur Shah e il giorno dopo stesso l'ufficiale britannico William Stephen Raikes Hodson sparò ai suoi figli Mirza Mughal, Mirza Khizr Sultan e Mirza Abu Bakr che erano sotto la sua custodia nella Khooni Darwaza (la Porta insanguinata) presso la Porta di Delhi. Le loro teste mozzate furono portate al loro padre nella stessa giornata.
Poco dopo la caduta di Delhi, gli attaccanti vittoriosi organizzarono una colonna per salvare dall'assedio tutte le forze britanniche ad Agra e poi si mossero alla volta di Cawnpore, che fu riconquistata. Ciò concesse ai britannici l'opportunità di fruire di una continua, anche se esile, linea di comunicazione fra l'est e l'ovest dell'India.

## Cawnpore (Kanpur)
In giugno, i Sepoy al comando del Generale Wheeler a Cawnpore (oggi chiamata Kanpur), insorsero e assediarono l'insediamento europeo. Wheeler non solo era un soldato d'esperienza e rispettato ma era anche sposato con una dama d'alta casta indiana. Aveva impiegato tutto il suo prestigio personale e le sue relazioni cordiali con il Nana Sahib per impedire la guerra, e non prese misure energiche per preparare fortificazioni e allestire rifornimenti e depositi di munizioni nell'eventualità di una ribellione dei suoi reparti nativi.
I britannici resistettero tre settimane all'assedio di Cawnpore con scarsità d'acqua e vettovaglie, soffrendo continue perdite di uomini, donne e fanciulli. Il 25 giugno il Nana Sahib offrì condizioni di resa cavallerescamente generose e Wheeler non ebbe altra scelta se non accettarle. Il Nana Sahib consentì di lasciar libero transito degli assediati verso Allahabad ma il 27 giugno, quando i britannici abbandonarono i loro accasermamenti fortificati per imbarcarsi sui battelli promessi, venne aperto il fuoco. Chi abbia sparato per primo rimane ancora argomento di discussione.
Durante la marcia per giungere alle imbarcazioni, Sepoy rimasti dalla parte britannica furono prelevati dagli insorti e linciati malgrado alcuni soldati e ufficiali britannici avessero tentato di aiutarli, anche se la massima parte dei soldati era più che altro interessata a raggiungere rapidamente e senza danni i battelli. Non appena incominciò però la sparatoria, i piloti dei battelli fuggirono mentre i Sepoy rivoltosi cominciarono a sparare sui soldati e sui civili britannici. Un'imbarcazione con oltre una decina di persone ferite fuggì ma poi s'accostò nuovamente alla riva ma fu presa dagli insorti e spinta nuovamente nel fiume verso la carneficina di Cawnpore. Le occupanti di sesso femminile furono prese e portate via come ostaggi mentre gli uomini, compresi i feriti e gli anziani, furono su due piedi messi al muro e fucilati. Solo quattro uomini riuscirono fortunosamente a scampare e a rifugiarsi a Cawnpore su uno dei battelli: due di essi erano soldati della Compagnia (morti poi entrambi nel corso della guerra), un tenente e il capitano Mowbray Thomson, che scrisse un resoconto di prima mano circa quelle loro esperienze, dal titolo The Story of Cawnpore (Londra, 1859).
Gli storici indiani tuttavia danno una differente spiegazione dei fatti. Essi dicono che i britannici s'erano già imbarcati e Tatya Tope aveva alzato il braccio destro per dare il segnale della partenza quando, in quel preciso istante, qualcuno dell'equipaggio emise un sonoro squillo di tromba che generò disordine e, nel trambusto della partenza, l'equipaggio saltò giù dai battelli. I soldati e gli ufficiali britannici avevano ancora le loro armi e le loro munizioni e cominciarono a sparare a quei battellieri. Gli insorti persero allora la pazienza e cominciarono a far fuoco indiscriminatamente. Nana Sahib, che stava al momento nei pressi, a Savada Kothi (Bungalow), impartì immediatamente l'ordine di cessare il fuoco. Gli uomini rimanenti furono tuttavia uccisi per assicurarsi che nessun altro restasse a testimoniare l'accaduto.
Le donne e i fanciulli sopravvissuti al massacro sul fiume, furono condotti al Bibi-Ghar ("la casa delle donne") a Cawnpore. Il 15 luglio, con le forze britanniche che si avvicinavano a Cawnpore e nella convinzione che esse non avrebbero proseguito l'avanzata se non ci fossero stati ostaggi da liberare, fu ordinata la loro uccisione. Un altro motivo per queste uccisioni fu quello di assicurarsi che nessuna informazione sarebbe stata fornita ai britannici dopo la caduta di Cawnpore. Dopo che i sepoy ebbero rifiutato di eseguire tali ordini, quattro macellai del mercato locale giunsero al Bibi-Ghar dove procedettero a fare a pezzi gli ostaggi con mannaie e asce. I corpi delle vittime furono gettati giù da un muro di cinta.
L'uccisione di donne e fanciulli si dimostrò un grave errore. L'opinione pubblica britannica fu scioccata e anche i simpatizzanti della causa indiana persero ogni simpatia o comprensione. Cawnpore divenne il grido di battaglia dei britannici e dei loro alleati per il resto del conflitto. Il Nana Sahib scomparve verso la fine della guerra e di lui non si sentì più parlare.
Circa la spaventosa vendetta operata dai britannici dopo gli eventi di Cawnpore e della Bibi Ghar si denuncia talora la faziosità anti-britannica di certe ricostruzioni storiche. Esistono però altri resoconti britannici di diversa impostazione, che affermano delle indiscriminate misure punitive assunte ai primi di giugno, due settimane prima degli eccidi del Bibi-Ghar, in modo specifico dal Ten. Col. James George Smith Neill dei Fucilieri di Madras (un'unità europea), comandante ad Allahabad mentre muoveva alla volta di Cawnpore. Nei pressi della città di Fatehpur, una folla aveva assassinato la popolazione britannica locale. Con questo pretesto, Neill ordinò esplicitamente che tutti i villaggi lungo la Grand Trunk Road fossero incendiati e i loro abitanti impiccati. I metodi di Neill furono "spietati e orribili" e possono assai credibilmente aver indotto all'insurrezione contro la Gran Bretagna i sepoy e le comunità indiane fino ad allora indecisi.
Neill fu ucciso in combattimento a Lucknow il 26 settembre e non fu mai chiamato a render conto delle sue misure punitive, sebbene fonti britanniche contemporanee celebrino Neill e i suoi "valorosi berretti blu". In contrasto con le azioni messe in atto dai soldati di Neill, la condotta di molti soldati insorti fu elogiabile. "Il nostro credo non ci consente di uccidere un prigioniero - spiegò uno dei Sepoy - malgrado possiamo ammazzare un nemico in battaglia".
Quando i britannici ripresero più tardi Cawnpore, i soldati portarono i sepoy prigionieri al Bibi-Ghar e li obbligarono a leccare le macchie di sangue dalle mura e dai pavimenti. La maggior parte dei sepoy prigionieri fu poi impiccata o "legata al cannone". Malgrado alcuni reclamassero che i sepoy non avevano preso parte alle uccisioni, non ci fu modo di arrestare le ritorsioni e questo fu ammesso dal Cap. Thompson dopo che i britannici lasciarono per una seconda volta Cawnpore.

## Lucknow

Secundra Bagh dopo il massacro di 2000 "ribelli" da parte del 93° Highlanders e del 4º Reggimento del Punjab. Album di Felice Beato, 1858.

La rivolta esplose nello Stato di Awadh (anche noto come Oudh, attualmente Uttar Pradesh), che era stato annesso appena un anno prima, immediatamente dopo gli eventi di Meerut. Il Commissario britannico residente a Lucknow, Sir Henry Lawrence, ebbe tempo sufficiente per fortificare la propria posizione all'interno del compound della sua Residenza. Le forze britanniche assommavano a circa 1700 uomini, inclusi Sepoy rimasti legati al Regno Unito. Gli assalti iniziali dei rivoltosi non ebbero successo e allora iniziò un fuoco di sbarramento d'artiglieria e di fucileria all'interno del compound. Lawrence fu uno dei primi ad essere ferito. I rivoltosi tentarono di aprire una breccia nelle mura con esplosivi e di oltrepassare queste mediante tunnel che condussero a combattimenti corpo a corpo sotterranei. Dopo 90 giorni di assedio, le cifre di parte britannica erano ridotte a 300 Sepoy fedeli alla Corona, a 350 soldati britannici e a 550 non-combattenti.
Il 25 settembre una colonna di soccorso, al comando di Sir Henry Havelock e accompagnata da Sir James Outram (che in teoria era suo superiore), si aprì la via combattendo da Cawnpore a Lucknow in una breve campagna in cui la colonna numericamente piccola sconfisse i rivoltosi in una serie di scontri sempre più grandi. Ciò divenne noto come 'Il primo soccorso di Lucknow', dal momento che questa forza non era forte abbastanza per rompere l'assedio o per sbrigarsela da sola, e così fu obbligata a unirsi alla guarnigione sotto assedio. In ottobre un'altra compagine militare più ampia, agli ordini del nuovo Comandante in capo, Sir Colin Campbell, fu finalmente in grado di liberare la guarnigione e il 18 novembre tutti insieme evacuarono l'enclave difensiva all'interno della città, con donne e bambini messi per primi in salvo. Essi furono quindi condotti con un'ordinata ritirata a Cawnpore, dove essi fecero fallire un tentativo di Tatya Tope di riconquistare Cawnpore.
Ai primi del 1858, Campbell ancora una volta avanzò su Lucknow con un numeroso esercito, stavolta per soffocare la rivolta dell'Awadh. Fu aiutato da un ampio contingente nepalese che avanzò da nord sotto il comando di Jang Bahadur, che era rimasto alleato della Gran Bretagna in quelle aspre vicende belliche in India. L'avanzata di Campbell fu lenta e metodica, e spinse fuori da Lucknow il numeroso ma disorganizzato esercito indiano dei rivoltosi registrando poche perdite nelle sue file. Ciò nonostante permise a un vasto numero di rivoltosi indiani di disperdersi nell'Awadh, e Campbell fu costretto a passare l'intera estate e l'intero autunno ad affrontare le sparpagliate sacche di resistenza, perdendo uomini per l'alta temperatura, le malattie e le azioni di guerriglia condotte dagli indiani.

## Jhansi
Jhansi era un principato governato dai Maratha in Bundelkhand. Quando il Raja di Jhansi morì senza eredi maschi nel 1853, esso fu annesso al Raj Britannico dal Governatore generale dell'India in base alla Dottrina della decadenza (doctrine of lapse). La sua vedova, Rani Lakshmi Bai, protestò che non le fosse stato permesso di adottare un successore, come invece consentiva la tradizione indiana.

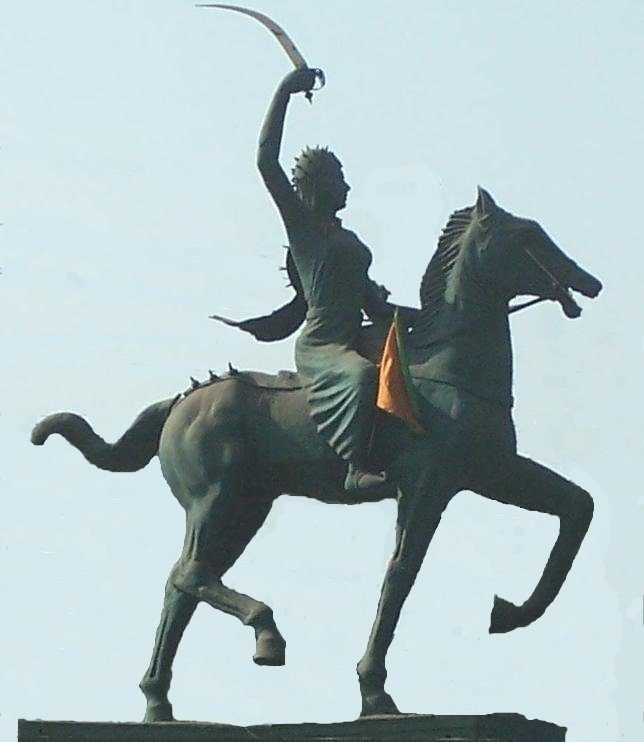
Statua equestre di Rani Lakshmi Bai ad Agra

Quando scoppiò la guerra, Jhansi diventò rapidamente un centro della rivolta. Un piccolo gruppo di ufficiali britannici con le loro famiglie cercò rifugio nel forte di Jhansi, e la Rani negoziò la loro evacuazione. Tuttavia, quando costoro lasciarono il forte, furono massacrati dai rivoltosi. Malgrado il tradimento potesse essersi verificato senza il consenso della Rani, i britannici la sospettarono di complicità, a dispetto delle sue proteste d'innocenza.
Nel settembre e nell'ottobre del 1857, la Rani condusse la vittoriosa difesa di Jhansi contro gli eserciti invasori dei raja confinanti di Datia e Orchha. Nel marzo 1858, la Central Indian Field Force, guidata da sir Hugh Rose, avanzò e pose l'assedio a Jhansi. I britannici conquistarono la città ma la Rani sfuggì grazie ad un travestimento.

## Altre aree
Il 1º giugno 1858, Rani Lakshmi Bai e un gruppo di rivoltosi Maratha presero la città-fortezza di Gwalior ai suoi signori Scindia, che erano alleati con il Regno Unito. La Rani morì il 17 giugno, il secondo giorno della Battaglia di Gwalior, probabilmente per un colpo di carabina esploso dalle file dell'8° Ussari, secondo il resoconto fornito da tre esponenti indipendenti indiani. I britannici presero Gwalior tre giorni più tardi. Nel descrivere la scena della sua ultima battaglia ella fu paragonata da qualcuno a Giovanna d'Arco.
I Rohilla, basati a Bareilly, furono anch'essi molto attivi nella guerra e quest'area fu tra le ultime ad essere di nuovo conquistate dai britannici, dopo che Campbell ebbe infine represso la resistenza nell'Awadh.

## Rappresaglia — "Il vento del diavolo"

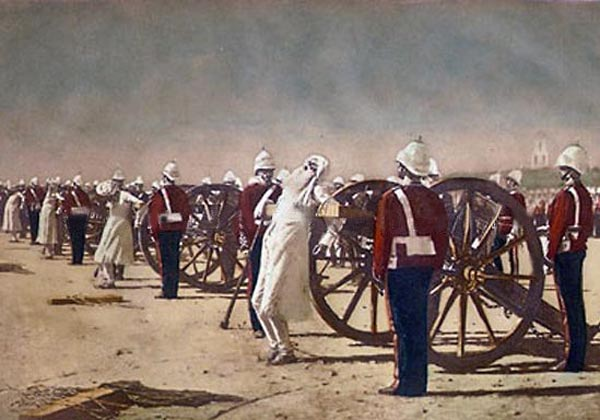
Esecuzione dei Sepoy

Dalla fine del 1857, i britannici presero a riguadagnare terreno. Lucknow fu riconquistata nel marzo del 1858. L'8 luglio 1858, un trattato di pace fu firmato e la guerra terminò. Gli ultimi rivoltosi furono sconfitti a Gwalior il 20 giugno 1858. Nel 1859 i capi dei rivoltosi quali Bakht Khan e Nana Sahib erano stati uccisi o erano fuggiti. I britannici scelsero l'antica punizione dei Mughal (spesso si usa la variante meno precisa Mogul o Moghul) per l'ammutinamento e condannarono i rivoltosi ad essere fustigati dopo essere stati legati alla bocca d'un cannone e fatti saltare in aria a pezzi. Fu una guerra rude e brutale, con entrambi i contendenti che si macchiarono di crimini che oggi sarebbero definiti "crimini di guerra". Alla fine, tuttavia, in termini di numeri complessivi, le perdite furono significativamente pesanti solo per la parte indiana. Una lettera pubblicata dopo la caduta di Delhi sul "Bombay Telegraph" e conseguentemente riproposta sulla stampa britannica certificò la natura e l'ampiezza della rappresaglia:
".... Tutta la popolazione urbana trovata all'interno della cinta muraria (della città di Delhi) quando le nostre truppe entrarono, fu presa immediatamente a colpi di baionetta, e il numero dei colpiti fu notevole, come voi potete immaginare, quando vi dico che in alcune case avevano trovato nascondiglio da 30 a 50. Costoro non erano ammutinati ma residenti della città, che avevano fiducia nel perdono da parte del nostro ben noto mite governo. Sono lieto di dire che costoro rimasero delusi".
Un'altra breve lettera da parte del Gen. Montgomery al Cap. Hodson, il conquistatore di Delhi espone come l'Alto Comando britannico approvasse il freddo sanguinario massacro degli abitanti della città: "Ogni onore sia reso a voi per aver catturato il sovrano (Mughal) ed aver trucidato i suoi figli. Spero che ne abbatterete molti di più!"
Un altro commento circa la condotta bellica dei militari britannici dopo la caduta di Delhi è quello del Cap. Hodson stesso nel suo libro, Twelve years in India (Dodici anni in India): "Con tutto il mio amore per l'esercito, devo confessare che la condotta di uomini che si professano cristiani, in questa occasione, è stata uno dei fatti più umilianti legati all'assedio". (Hodson fu ucciso nella riconquista di Lucknow ai primi del 1858).
Edward Vibart, un ufficiale diciannovenne, registrò anch'egli la sua esperienza: "È stato letteralmente un assassinio... Ho visto un gran numero di sanguinose e spaventose scene negli ultimi tempi ma una cui di cui sono stato testimonio oculare ieri spero proprio di non vederla ancora mai più. Le donne furono tutte risparmiate ma le loro urla nel vedere i loro mariti e i loro figli scannati (butchered), sono state ancor più penose... Il cielo sa che io non sento compassione, ma quando alcuni canuti anziani vengono presi e colpiti proprio davanti ai tuoi occhi, penso che sia difficile che il cuore di quell'uomo possa assistere a tutto ciò con indifferenza..."
Come risultato, la fine della guerra fu seguita dalla messa a morte della grande maggioranza dei combattenti indiani, come pure di un vasto numero di civili che si sospettava avessero avuto simpatia per la causa dei rivoltosi. La stampa britannica e il governo di Sua Maestà non chiesero in alcun modo clemenza, sebbene il Governatore generale Canning tentasse di essere comprensivo verso la sensibilità degli indiani colpiti, guadagnandosi lo sprezzante soprannome "Clemenza Canning". I soldati fecero pochissimi prigionieri e spesso anche questi furono giustiziati più tardi. Interi villaggi furono rasi al suolo per le loro apparenti simpatie per la causa degli insorti. Gli indiani chiamarono questa rappresaglia "il Vento del diavolo".

## Riorganizzazione
I moti comportarono la fine del governo in India della Compagnia britannica delle Indie orientali. In agosto la Compagnia fu formalmente sciolta dal Government of India Act 1858 e i suoi poteri di governo furono trasferiti alla Corona britannica. Un nuovo ministero del governo britannico, l'India Office, fu creato per occuparsi dell'amministrazione dell'India, e alla sua testa fu nominato per formulare la politica indiana il segretario di Stato per l'India. Il governatore generale dell'India assunse il nuovo titolo di viceré dell'India e realizzò le politiche progettate dall'India Office. L'amministrazione coloniale britannica s'imbarcò in un programma di riforme, tentando d'integrare le più alte caste indiane e i signori nel governo, sopprimendo i tentativi di occidentalizzazione. Il viceré bloccò l'appropriazione di terre, decretò la tolleranza religiosa e ammise gli Indiani negli servizi civili, quantunque per lo più in condizione di subordine.
Un'altra conseguenza dei moti del 1857 fu la trasformazione degli eserciti di "nativi" ed europei dell'India britannica. Londra accrebbe la percentuale di soldati britannici rispetto a quelli indiani. Furono mantenuti i reggimenti rimasti fedeli al Regno Unito, come pure furono accresciute le unità Gurkha, che si erano dimostrati d'importanza cruciale nella campagna di Delhi. Furono corrette le inefficienze della vecchia organizzazione che aveva estraniato i Sepoy dai loro ufficiali britannici, e le unità successive al 1857 furono per lo più organizzate secondo un sistema "irregolare". (Prima dei moti, le unità di Fanteria del Bengala avevano 26 ufficiali britannici che controllavano ogni posizione di comando giù giù fino al vice-comandante di ogni Compagnia. Nelle unità "irregolari" restarono solo sei o sette ufficiali britannici, o anche meno, che erano in più stretto contatto coi loro soldati, mentre maggiore fiducia e responsabilità vennero concesse agli ufficiali indiani). Molte nuove unità furono costituite fra le cosiddette "razze bellicose" ("martial races"), vale a dire quelle etnie indiane che erano accreditate di maggior predisposizione al mestiere delle armi e che non facevano parte della cultura indiana predominante: si tratta di Ahir, Awan, Chima, Dogra, Gakhar, Garhwali, Gujarati, Gurkha, Jat, Kamboj/Kamboh, Khattar, Kumaoni, Minha, Mohyal, Nair (tuttavia esclusi dall'arruolamento dopo i moti cui essi avevano partecipato in posizione anti-britannica), Pashtun, Rajput, Saini, Sikh, Tarkhan (Punjab), Tyagi e Yadava.
Furono anche eliminate le artiglierie sepoy, lasciando in mano britannica tutta l'artiglieria (eccetto alcuni distaccamenti di artiglieria da montagna). I cambiamenti formarono le basi dell'organizzazione militare dell'India britannica fini ai primi del XX secolo.
Bahādur Shāh fu incriminato per alto tradimento da una commissione militare riunita a Delhi ed esiliato a Rangoon dove morì nel 1862, ponendo così fine alla lunga e gloriosa dinastia Mughal. Nel 1877 la Regina Vittoria assunse il titolo di Imperatrice di tutte le Indie su proposta del suo primo ministro, Benjamin Disraeli.

## Dibattito sulla definizione del conflitto
Non c'è accordo sul nome da dare agli eventi descritti con l'espressione "Moti indiani del 1857".
- In India e nel resto dell'Asia meridionale essi sono comunemente definiti "Guerra d'Indipendenza del 1857" e "Prima Guerra d'Indipendenza" (Hindi: १८५७ का प्रथम भारतीय स्वतंत्रता संग्राम)
- Nel Regno Unito sono comunemente chiamati "Indian Mutiny" (Ammutinamento indiano), ma sono in uso anche altre definizioni, come "Great Indian Mutiny", "Sepoy Mutiny", "Sepoy Rebellion", "Great Mutiny", "Rebellion of 1857" e "Revolt of 1857". William Dalrymple, nel suo recente lavoro sugli eventi, The Last Mughal, si riferisce ad essi col termine "the Uprising" (rivolta, insurrezione).

Sebbene non pochi storici indiani usino anch'essi il termine "mutiny", nel subcontinente indiano ci si riferisce comunemente agli eventi come "Guerra d'Indipendenza", e l'uso dell'espressione "Indian Mutiny" è considerato inaccettabile e offensivo, dal momento che essa è percepita come una minimizzazione di ciò che è visto come la "Prima Guerra d'Indipendenza" e come il perdurante riflesso di un biasimevole atteggiamento imperialistico dei colonialisti britannici del passato.
Ad esempio, nell'ottobre 2006, il presidente del Lok Sabha, cioè la Camera Bassa del parlamento indiano, ha dichiarato:
...
Non solo questi martiri hanno dato la loro vita per la salvaguardia della libertà del Paese ma hanno anche lanciato un messaggio per le generazioni future: un messaggio di sacrificio, coraggio delle proprie convinzioni, una salda fede nella vittoria finale del popolo nella loro lotta contro l'oppressione.
...
Con queste parole, rendo ancora il mio umile tributo ai martiri della Guerra d'Indipendenza del 1857...»
(Chaterjee, Somnath - Office of the Speaker of the Lok Sabha)

## Dibattito circa il carattere nazionale della guerra
Gli storici rimangono divisi fra chi ritiene che la rivolta debba essere più propriamente considerata una sorta di guerra d'indipendenza e chi invece non pensa che sia corretta una simile denominazione, sebbene in India si propenda per la prima ipotesi. Gli argomenti contrari a questa sono:
- un'India unitaria in termini politici all'epoca non esisteva;
- la rivolta fu repressa con l'aiuto di altri soldati indiani che appartenevano all'Esercito di Madras, all'Esercito di Bombay e a reggimenti Sikh.

Una seconda scuola di pensiero, pur riconoscendo la validità di tali argomentazioni, ritiene tuttavia che la "rivolta" possa comunque essere definita una guerra d'indipendenza, giacché:
- non fu limitata ai militari, ma in numerose aree, come l'Awadh, il Bundelkhand e il Rohilkhand, coinvolse gran parte della popolazione;

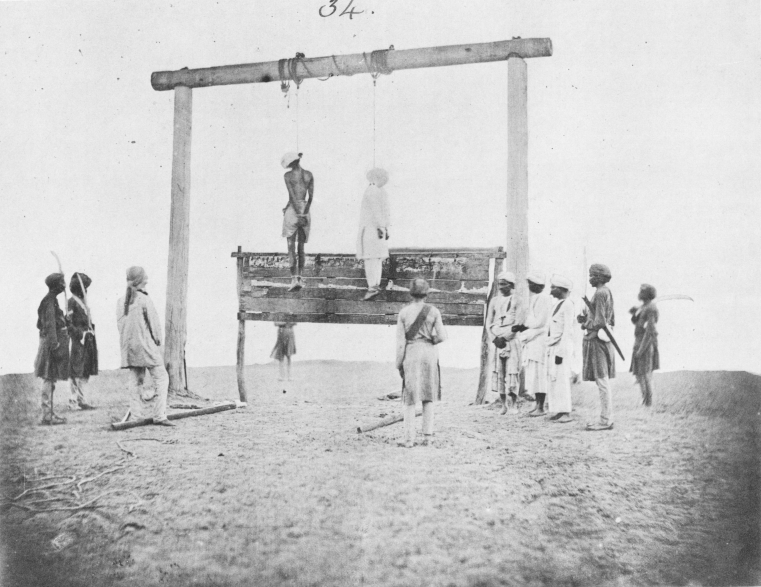
L'impiccagione di due partecipanti alla guerra d'indipendenza indiana del 1857. Foto di Felice Beato, 1858.

- pur avendo varie cause scatenanti (ad es. il malcontento dei sepoy, la pesante tirannia britannica, la Dottrina della decadenza ecc.), molti degli insorti si proposero non semplicemente di smobilitare o di andare a servire nei loro originali Stati principeschi regionali, magari "resuscitandoli": significativo il fatto che i sepoy ignorassero i signorotti locali e proclamassero nelle città da essi poste sotto il loro controllo slogan quali: «Khalq Khuda Ki, Mulk Badshah Ka, Hukm Subahdar Sipahi Bahadur Ka» cioè "Il mondo appartiene a Dio, il Paese all'imperatore e i poteri di governo al comandante dei sepoy in città". Il loro obiettivo era riportare a nuova vita il vecchio Impero Mughal, intendendolo in senso nazionale: L'impiccagione di due partecipanti alla guerra d'indipendenza indiana del 1857. Foto di Felice Beato, 1858. ripetutamente proclamarono un "governo esteso a tutto il territorio nazionale" e auspicarono di espellere i britannici dall'intera "India", manifestando con ciò un sentimento nazionalistico;
- Le truppe dell'Esercito del Bengala furono usate ampiamente nelle operazioni belliche dai britannici e il fatto che esse avessero percorso in lungo e in largo il subcontinente li condusse forse a sviluppare una qualche concezione di uno Stato-nazione chiamata India. Esse mostrarono per la prima volta in questa guerra - e alcuni resoconti britannici dell'epoca (Malleson) lo dimostrano - sentimenti patriottici nel senso moderno del termine.

A parte ciò, un cronista britannico dell'epoca, Thomas Lowe, che era nell'India centrale all'epoca della guerra, scrisse nel 1860: “Vivere in India, ora, è come stare sulla cresta di un cratere di un vulcano, le cui pareti sono rapidamente franate via da sotto i nostri piedi, mentre la lava incandescente è pronta ad eruttare e a consumarci”. Più avanti esclamava: “I Rajput infanticidi, i Bramini bigotti, i fanatici musulmani, si sono uniti insieme nella causa; uccisori di mucche e artigiani del cuoio, maialofobi (pig-hater) e maialofagi (pig-eater) … si sono ribellati congiuntamente”.

## Nella cultura di massa
Nel 2007 il governo dell'India ha celebrato il 150º anniversario di quella che a suo modo di vedere le cose (opinione quindi non solo dei nazionalisti più accesi) è stata la sua "I Guerra d'Indipendenza". Una voce di bilancio è stata quindi prevista per tale fine. Anche il  National Army Museum di Londra (inglese) ha celebrato l'avvenimento per il 10 maggio, mentre è stata organizzata un'esibizione online chiamata "India Rising" (Insurrezione indiana).
- Il film del 2005 di Bollywood, "The Rising" (Mangal Pandey: The Rising), tratta il periodo immediatamente precedente lo scoppio della guerra.
- Il film del 1981 di Bollywood, "Kranti" si svolge durante la guerra.
- Nel film del 1984 di Hollywood, "Indiana Jones e il tempio maledetto," la rivolta viene ricordata dal Capitano Philip Blumburtt mentre discute dei Thug a una cena offerta dal Maharaja dell'immaginario Stato principesco di Pankot.
- Il film "La carica dei Kyber" è ambientato nel periodo in esame.
- Il libro "Flashman in the Great Game" (5° libro della serie di Flashman) è un racconto storico di George MacDonald Fraser ambientato in India durante la guerra e coinvolge numerosi protagonisti e luoghi reali di quegli avvenimenti.
- Il libro "L'ombra della Luna" di Mary Margaret Kaye è ambientato esattamente durante la rivolta dei sepoy, e si sofferma, in particolar modo, sulle cause dello scoppio e la cecità della classe dirigente britannica.
- Nel videogioco Age of Empires III: The Asian Dynasties la campagna indiana è ambientata durante la rivolta dei sepoy.
- Il romanzo d'avventura Le due tigri del 1904 (scritto da Emilio Salgari) è ambientato al tempo dei moti del 1857 e gli ultimi capitoli si svolgono in una Delhi dilaniata dal dramma della rivolta dei sepoy.
- La storia a fumetti "La rivolta dei sepoy" della collana Le storie pubblicata nel 2013 da Sergio Bonelli Editore è ambientato durante la rivolta dei sepoy, e tratte delle cause dello scoppio e il razzismo dei dominatori britannici.